# Édgar Palma
Édgar Palma (Chincha, Departamento de Ica, Perú, 10 de marzo de 1979) es un exfutbolista peruano. Jugaba de delantero y tiene 46 años.

## Clubes
| Club                      | País | Año       |
| ------------------------- | ---- | --------- |
| Alianza Lima              | Perú | 2000      |
| Alianza Atlético          | Perú | 2001      |
| Alcides Vigo              | Perú | 2002      |
| Santa Rita (Grocio Prado) | Perú | 2002      |
| San José (Chincha)        | Perú | 2003-2004 |
| Deportivo Junín           | Perú | 2005      |
| Tambillo Grande           | Perú | 2005      |
| Sport Victoria            | Perú | 2006      |
| Sport Águila              | Perú | 2007      |
| Sport Huancayo            | Perú | 2008      |
| León de Huánuco           | Perú | 2009      |
| Alianza Huánuco           | Perú | 2009      |
| ADT                       | Perú | 2010      |
| Alianza Huánuco           | Perú | 2011      |
| UTC                       | Perú | 2012      |
| Sport Victoria            | Perú | 2013      |